# Giovanni Matteo Garipa
Giovanni Matteo Garipa (Orgosolo, XVI secolo – XVII secolo) è stato un religioso, scrittore e traduttore italiano.

## Biografia
Giovanni Matteo Garipa, o Ioan Mattheu Garipa, come lui stesso si firmava nei suoi scritti, nacque a Orgosolo nella seconda metà del Cinquecento, ma l'anno di nascita non è documentato con precisione, in quanto il registro dei battezzati di Orgosolo è disponibile solo a partire dal 1632. 
La prima attestazione ufficiale della sua presenza ecclesiastica risale al 2 maggio 1594, data in cui ricevette la prima tonsura nella chiesa parrocchiale di Orgosolo, per mano dell'arcivescovo di Cagliari Francisco Del Val, come riportato nel  Registrum Ordinum ab anno 1579 usque ad annum 1596, conservato presso l’Archivio Vescovile di Cagliari.
Non esistono prove documentarie di studi formali di filosofia e teologia morale presso l’Università di Sassari, che alcuni autori ritengono possibili ma non verificati. 
Garipa fu ordinato sacerdote nel 1612. Nei due anni successivi esercitò il ministero come curato a Escalaplano e Perdasdefogu, come attestano i registri matrimoniali dei Quinque Libri.
Dal 1614 al 1625 fu rettore delle parrocchie di Baunei, Ardali e Triei. Durante il suo ministero, Garipa predicava in lingua sarda, nonostante le disposizioni del 1567 di Filippo II, che imponevano l'uso dello spagnolo o del latino nei collegi gesuitici. Questo riflette la tendenza del clero secolare a mantenere un rapporto più diretto con la popolazione. 
Garipa dimostrò attenzione pastorale verso i suoi parrocchiani, traducendo per loro in lingua sarda, durante un soggiorno a Roma, un’opera agiografica scritta in italiano e contenente vite di sante e martiri cristiane, il Legendariu de Santas Virgines et Martires de Iesu Christu. La pratica della traduzione era diffusa tra i gesuiti, che incoraggiavano la diffusione della dottrina cristiana nelle lingue parlate dai fedeli, come stabilito da disposizioni sinodali.

## IlLegendariu de Santas Virgines et Martires de Iesu Christu
Il Legendariu de Santas Virgines et Martires de Iesu Christu fu pubblicato da Giovanni Matteo Garipa nel 1627. L'opera, di carattere agiografico, è una traduzione in lingua sarda di un testo anonimo in italiano, stampato a Roma nel 1620, ma ritenuto di origine più antica.
L'opera si apre con due sezioni introduttive: la dedica Assas honestas et virtuosas iuvenes de Baonei et Triei e il Prologu assu devotu letore, nelle quali Garipa illustra le motivazioni alla base della scelta di tradurre il testo dall’italiano al sardo. Tali sezioni assumono il valore di un manifesto programmatico in difesa e promozione della lingua sarda come lingua nazionale e strumento di espressione religiosa e culturale.
Garipa auspica che, leggendo in una lingua a loro comprensibile esempi edificanti di virtù cristiana, le giovani parrocchiane possano avviarsi sul cammino della salvezza spirituale. Esprime inoltre un sentimento di riconoscenza nei loro confronti per il periodo trascorso come rettore nelle comunità di Baunei e Triei, manifestando sincero affetto verso coloro con cui aveva condiviso momenti significativi della vita pastorale.
L'opera si compone della traduzione in lingua sarda di trentasei vite di sante, ordinate secondo il calendario liturgico in modo da essere più facilmente consultabili.
Prima della raccolta in prosa delle Vite, Garipa inserì una sezione originale composta da due testi poetici in lingua sarda, assenti nel modello italiano: Versos sardos in laude dessas gloriosas Santas e Summa dessos martirios et penitencias cun sos quales sas gloriosas Santas an triunfadu dessos inimigos insoro. Questi componimenti in versi costituiscono un tratto distintivo dell’opera e si ricollegano alla tradizione poetica dei componimenti religiosi destinati al canto liturgico,
come i gosos e i goccius.

## La lingua
La varietà linguistica di sardo utilizzata nel Legendariu de Santas Virgines et Martires de Iesu Christu, sia nelle parti in versi sia in quelle in prosa, si distingue dal logudorese settentrionale impiegato da Gerolamo Araolla in Sa vida, su martiriu, et morte dessos gloriosos Martires Gavinu, Brothu et Gianuariu (1582).
Garipa adotta una forma di sardo sovradialettale, che mantiene la struttura del logudorese, ma incorpora elementi lessicali e fonetici riconducibili al nuorese, all’orgolese e, forse, anche al baunese.
L’intento principale di Garipa non appare essere la codificazione di una lingua letteraria standard. La sua scelta linguistica, esplicitata nel Prologu assu devotu letore, si inserisce piuttosto nel quadro dell’opera di promozione del latino sostenuta dalla Compagnia di Gesù. A questo proposito, lo stesso autore afferma: «si in Sardigna mostraren sos mastros sa gramatica in sardu assos istudiantes, sensa duda bi diat aer in Sardigna degue voltas plus Latinos qui non bi at como cun su Ispagnolu».
La consapevolezza linguistica e il desiderio di conferire dignità alla lingua sarda attraverso l’uso letterario, in un contesto dominato dallo spagnolo, dall’italiano e dal latino, riflettono un sentimento di orgoglio “nazionale” e, in certa misura, “nazionalista” verso la propria terra e lingua madre. Tale orientamento emerge chiaramente nella scelta autoriale di firmarsi come «Ioan Mattheu Garipa, Sacerdote Orgolesu».